# Dibi
Pour les articles homonymes, voir DIBI.
Le dibi (du bambara dibidola) est une spécialité culinaire ouest-africaine. Il s'agit de viande grillée au feu de bois. Le « dibi haoussa » est en outre assaisonné d'un mélange d'épices.

## Origines
Son nom vient du bambara (langue la plus parlée au Mali). On peut traduire le mot dibi par grille ou grillé. C’est un plat de viande d’agneau grillée au feu de bois. Ce plat est d’origine ouest-africaine, plus particulièrement originaire du Mali.
La popularité du dibi est célébrée à travers le « Festival du Dibi », un événement majeur organisé à Bamako, qui met en avant la richesse culinaire et culturelle malienne.
La dibiterie est le restaurant où l'on mange du dibi. Pour les tenanciers de ces échoppes, on parle parfois de « dibiteur » ou de « dibitier ».